# Stranglehold
Stranglehold o John Woo Presents Stranglehold es un videojuego de disparos en tercera persona desarrollado por Midway Games, lanzado en 2007 para las consolas Xbox 360, PlayStation 3 y el sistema operativo Windows. El juego es uno de los primeros juegos de Midway que utiliza el motor gráfico Unreal Engine 3 y desarrollado en colaboración con John Woo.
Stranglehold es la secuela de la película de acción de Hong Kong de John Woo de 1992 titulado Hard Boiled y las estrellas Chow Yun-Fat en una rola del videojuego como el Inspector "Tequila" Yuen. Stranglehold es el primer proyecto en donde trabajan Woo y Chow tienen una colaboración de Hard Boiled.

## Gángesteres

### Garra del Dragón
La Garra del Dragón (en chino: 爪龍) son una de los muchas poderosas tríadas en Hong Kong, liderada por James Wong. Fue fundada por Xia Wong durante las Guerras del Opio en los años 1980s y es una entrada para la protección de las familias embarcadas en las ocupaciones del Imperio Británico. Sin embargo, en otro tiempo, la Garra del Dragón lidea en la heroína, tráfico ilegal de personas, prostitución y la extorsión y en otras ocupaciones ilegales. Ellos son rivales del Sigílio de Oro y del Imperio del Nueve.

### Sigílio de Oro
El Sigílio de Oro (en chino: 金凱恩) son otro de los grupos de Tríadas que operan en Hong Kong. Fue fundada por Yung Gi en los pueblos de Kowloon cuando él tenía 12 años de edad. Ellos iniciaron fuera en robar y extorsionar ocupaciones locales, pero eventualmente crecieron más en el poder y son ahora envolvidos en la lideación y glambeación de drogas. Ellos son rivales de la Garra del Dragón, pero están aliados con el Sindicato de Zakarov.

### Imperio de los Nueve
El Imperio de los Nueve (en chino: 金凱恩) o los 19s, son rivales de la Garra del Dragón hasta los años 1930s donde ellos son los derrotadores y absorbedores dentro del GD. Ellos hacen aún que existan, sin embargo, pero solo son una rama de la organización de la Garra del Dragón.

### Sindicato de Zakarov
La familia del crimen Zakarov (en ucraniano: злочинна сім'я Захарових) son una familia de la Mafia Ucraniana basada en Chicago, Illinois. Boris y Viktor Zakarov iniciaron el gángester donde ellos emigraron a los Estados Unidos antes de los años 1980s. Ellos iniciaron avanzando en un taller de trabajo esclavo y planearon inmigrar ilegalmente pero eventualmente se movieron dentro del mercado de la cocaína crack en los años 1980s. Boris y Viktor asesinaron después al hijo de su sobrino, Damon, volando en los EE. UU. para ayudar a las ocupaciones. Él y su hermano, Vladimir, ahora avanzaron hacia el gángester. Ellos son aliados de la Tríada del Sigílio del Oro y son hechos gángesters de la formación de la Unión Soviética.

## Influencias
Stranglehold intentó trasladar el arma ballet aestético popularizado por el director John Woo, usado en sus películas como Hard Boiled y The Killer, para el formato del medio de interactiva. Aunque el juego está en las comparaciones de los dibujos para la franquicia de Max Payne de Remedy Entertainment, que fue influenciada por Woo.

## Jugabilidad
Durante el juego, saltando a una dirección o interactuar con un objeto mientras está apuntando a un oponente (ó presionando un botón cierto) en un tiempo lento, creando una ventana corta durando mientras Tequila está disparando a los objetivos. Esta técnica— llamada Tiempo Tequila —genera un efecto cinemático tal como las mímicas de Woo. El Tiempo Tequila es manejado a través de una introducción que transmite en uso y regenera el tiempo. Tequila puede también usar del entorno, moverse arriba y rampearse abajo, balancearse de las lámparas de araña y deslizarse de un lado a otro en las tapas de mesas y equitarse en carretillas mientras les está disparando a los enemigos.

## Desarrollo
Stranglehold usa una versión de modificación pesadamente del Unreal Engine 3. Entre esas modificaciones está la Destrucción Masiva (bajo conocido como D Masiva), un conjunto de tecnologías físicas que aloja a los jugadores a destruir casi todos los objetos en un nivel considerado. Stranglehold bajo incorpora una técnica de intercambiar del cuerpo que forman partes de los modelos característicos del enemigo, produciendo varios caracteres bastantes que los clones repetitivos.
Stranglehold incorpora una locación-basada en un daño. Los AI responden diferentemente a las varias locaciones altas, variando a las reacciones del enemigo con un daño-mapeado a los impactos de puntos. Esta característica es integrada completamente al juego, pero especialmente aparenta durante el segundo de cuatro Bombas-Tequila: Puntería con Precisión. Bajo, mientras se toca el tiempo de los objetivos para recuperar de los heridos de carne, ellos bajo eventualmente reviven (emparejado si es incapaz para levantarse) y continua con el fuego hasta pasar fuera de los sangramientos de sangre simulados.
Stranglehold contiene una dinámica de la publicación del juego, tal como los pósteres y paneles para los productos reales mundiales que aparecen en el juego.
Un tráiler para el Stranglehold fue presentado en una característica del extra en Mortal Kombat: Armageddon.

### Edición de Coleccionista
Midway estrenó una Edición de Coleccionista para la próxima generación de consolas de las versiones del juego.
La Edición de Coleccionista de PlayStation 3 incluye el remastering de Hard Boiled en alta definición y, al igual que el disco Blu-Ray, con las características y extras del juego adicional. La Edición de Coleccionista de Xbox 360 incluye igualmente las características y los extras, pero en un disco separado junto con Hard Boiled.

### Actualización y contenido descargable
El 6 de diciembre de 2007 Midway estrenó un paquete descargable del mapa para los sistemas de videojuegos Xbox 360 y PlayStation 3. Las características del paquete del mapa contiene 10 mapas adicionales multijugador, es completamente con 21 nuevos caracteres multijugador. La versión de la Xbox 360 bajo incluye 10 nuevos logros con un total de 250 puntos.

### Adaptación al cine
De acuerdo con The Hollywood Reporter, Lion Rock Entertainment está produciendo la secuela de la película de John Woo Hard Boiled. El film bajo fue basado en el sinopsis del videojuego Stranglehold. En una entrevista con Twitch Film Terence Chang anunció que la película bajo será una precuela de Hard Boiled con un Tequila mucho más joven. El actor y director Stephen Fung bajo dirigirá la película en Singapur y en los Estados Unidos con un presupuesto de $20 millones de dólares.

## Recepción
Stranglehold fue recibido con una puntuación generalmente positiva de 79% en GameRankings. IGN dio una calificación de 8.1 fuera de 10 para el olfateo cinemático y melodrama en la línea de historia verdadera en el estilo de John Woo, agradables batallas y una presentación lisa. Sin embargo, ellos dijeron que los visuales aquí carecen, el juego fue un corto demasiado e inauténtico porque los caracteres que no hablan cantonés. Empire Online dio un 4 fuera de 5, bajo elogió como una "dinámica de acción", es bueno el "soundtrack bombástico" y "visuales inteligentes". GamerNode dio al juego un 8.5 fuera de 10 llamándolo como el "juego ultimato joven". GameSpot le dio a Stranglehold un 7.0 fuera de 10, estableciendo que aunque el juego es sólido en todas las departamentales, esto es repetitivo, debido a que el corto de un jugador dura siete horas y el débil multijugador.
- Datos: Q392698